# Bezirksgemeinde Mārupe
Die Bezirksgemeinde Mārupe (lettisch Mārupes novads) – wie alle Novadi Lettlands in rechtlichem Sinne eine Großgemeinde – ist eine kleine Bezirksgemeinde westlich von Lettlands Hauptstadt Riga. Ihr Verwaltungssitz ist in Mārupe.
Die Bezirksgemeinde entstand im Rahmen einer Verwaltungsreform zum 1. Juli 2021 durch den Zusammenschluss des alten Bezirks Mārupe mit dem Bezirk Babīte.

## Geografie
Das Gebiet grenzt im Osten an Riga, im Südosten an die Bezirksgemeinde Olaine, im Südwesten an die Bezirksgemeinde Jelgava, im Westen an die Bezirksgemeinde Tukums und im Norden an Jūrmala.
Die Lielupe durchfließt die Bezirksgemeinde und bildet einen Teil seiner Nordgrenze. Dabei umgeht sie den Babīte-See in geringer Entfernung. Der westlichste Teil der Bezirksgemeinde gehört zum Nationalpark Ķemeri.

## Gliederung
Die Bezirksgemeinde umfasst die drei Gemeinden (pagasti) Babīte, Mārupe und Sala. Zum 1. Juli 2022 erhielt die Gemeinde Mārupe die Stadtrechte.

## Verkehr
Wichtigste Straßenverbindungen sind die Staatsstraße A5, die südwestliche Umgehung von Riga und Teil der Europastraße 22, die A9 von Riga nach Liepāja sowie die A10 von Riga nach Ventspils, ebenfalls Teil der Europastraße 22.
In Babīte gibt es einen Bahnhof an der Bahnstrecke Torņakalns–Tukums II, einem Teilstück der Verbindung von Riga nach Ventspils.
Mit dem Flughafen Riga liegt Lettlands wichtigster Flughafen in der Bezirksgemeinde.

## Nachweise
1. ↑  Law on Administrative Territories and Populated Areas, likumi.lt, abgerufen am 4. Oktober 2021
2. ↑  Pilsētas statusu iegūst Ādaži, Mārupe un Ķekava, la.lv vom 1. Juli 2022, abgerufen am 29. Juli 2022